# Alfred Hütter
Alfred Hütter (* 23. September 1954 in Wien; † 17. November 2018 in Wien) war ein österreichischer Radio-Journalist.

## Leben
Als Musikredakteur hat Alfred Hütter in den 1980er-Jahren maßgeblich das Programm der Ö3-Sendung Die Musicbox geprägt und daneben die Wiener New-Wave-Szene gefördert. Der österreichische Musiker Xaõ Seffcheque würdigte Hütter 1982 als „Moderator der wohl besten Hörfunk-Sendung "Ö-3-Musikbox"“: „Wer in Osterreich gute Pop-Musik, heimischer und internationaler Prägung, hören will, muß sich seine Sendungen zu Gemüte führen.“ Hütter, der auch in der Ö1-Radiosendung Diagonal mitgearbeitet hat, war Gründer und Eigentümer des Schallplattenlabels „Kaiserwetter“. Nach dem frühen Ende seiner Hörfunkkarriere hat der langjährige Ö3-Mitarbeiter unter anderem als Personalverrechner bzw. Buchhalter gearbeitet.